# Petit château de Bercy
Le  Petit château de Bercy ou Château du Petit Bercy  est une ancienne maison de plaisance bâtie vers 1730 et démolie en 1877 dont il reste des vestiges  dans l’actuel Parc de Bercy.

## Histoire
Le domaine de la folie de Gesvres, établi sur un terrain acheté à la fin du XVIIe siècle par le duc de Gesvres, gouverneur de Paris aux Dames de l’Assomption, s’étendait du chemin en bord de Seine à la rue de Bercy en amont de celui de la Râpée.
Ce domaine est partagé en 1708 entre M. de La Croix pour sa partie en bordure de la rue de Bercy et Philippe Orry de Vignory, contrôleur général des finances, pour la partie en bord de Seine. Philippe Orry fait reconstruire vers 1730 la maison connue sous le nom de Petit château de Bercy.
Cette propriété est acquise en 1750 par le duc de Penthièvre qui la quitte après une inondation en 1751, et elle passe ensuite à différents propriétaires.
En 1807 M. de Chabons, maire de Bercy, est propriétaire des deux domaines, celui de M. Lacroix et celui de Philippe Orry (Petit Bercy). Il loue sa propriété à des négociants en vins dans la continuité des entrepôts établis à la fin du XVIIe siècle à proximité sur l’ancien domaine de la Rapée.
Louis Gallois acquiert cet ensemble en 1819, agrandit les entrepôts et complète la destruction des jardins. Il donne son nom à la rue principale et ceux des membres de sa famille aux voies desservant ces entrepôts.
La Ville de Paris acquiert l’ensemble des entrepôts de Bercy en 1876 et démolit le château du Petit Bercy par application d'un décret de déclaration d'utilité publique du 6 août 1877 .
Les vestiges du Petit Château dont les murs avaient été intégrés dans la construction des chais ont été découverts rue des Pommiers en 1988 par le négociant François Fanton.
Le Petit château avait donné son nom à l'avenue du Petit-Château disparue en 1993.

## Description
C’était une maison de deux étages avec 7 fenêtres par étage; le rez-de-chaussée comportait 6 fenêtres et une porte surmontée d’un fronton. Le duc de Luynes la qualifie dans ses mémoires de « maison assez vilaine ».

## Vestiges
Des vestiges de cet édifice sont visibles dans le parc de Bercy.

Vestiges du château du Petit Bercy
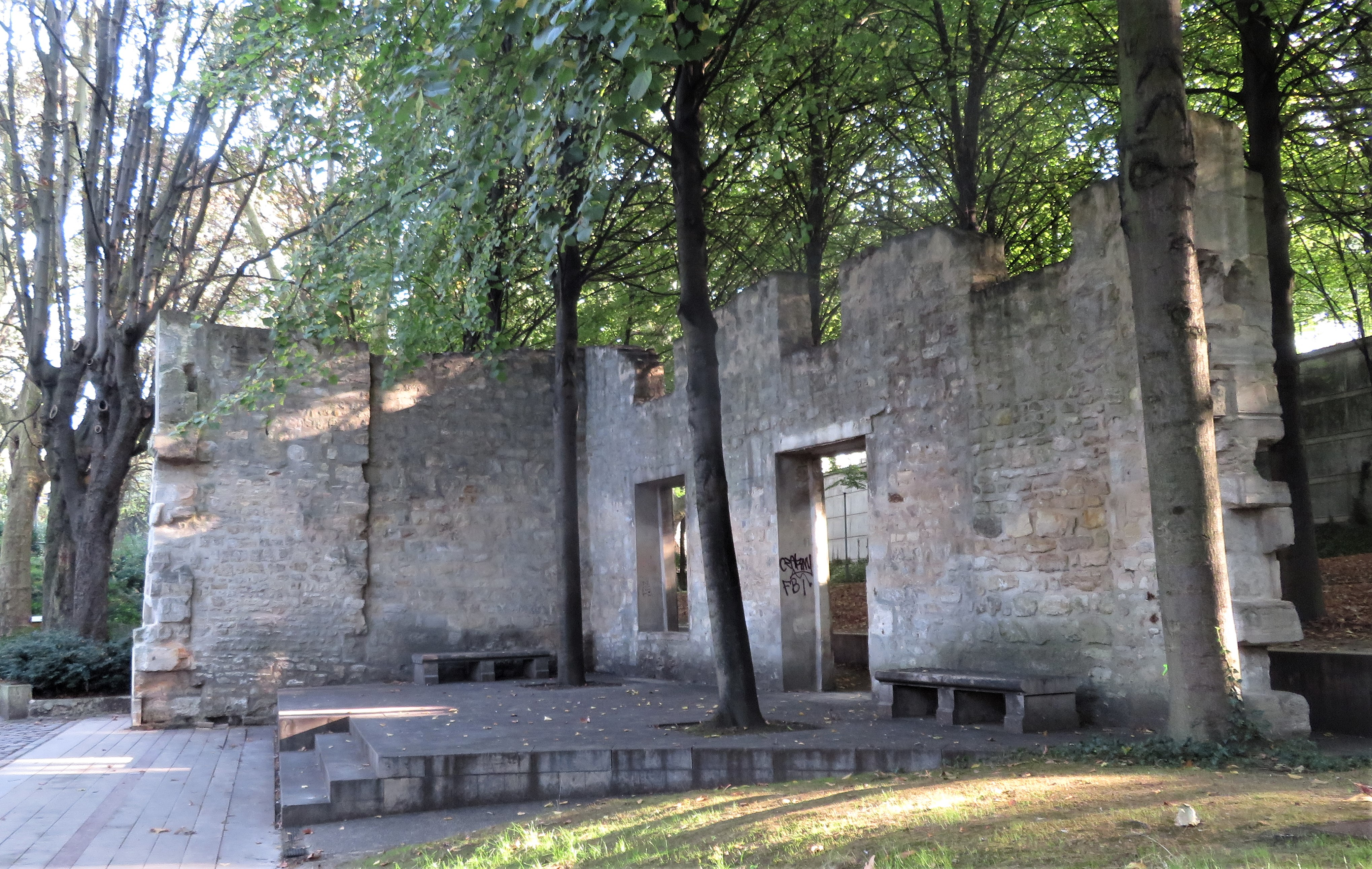
Vestiges 1
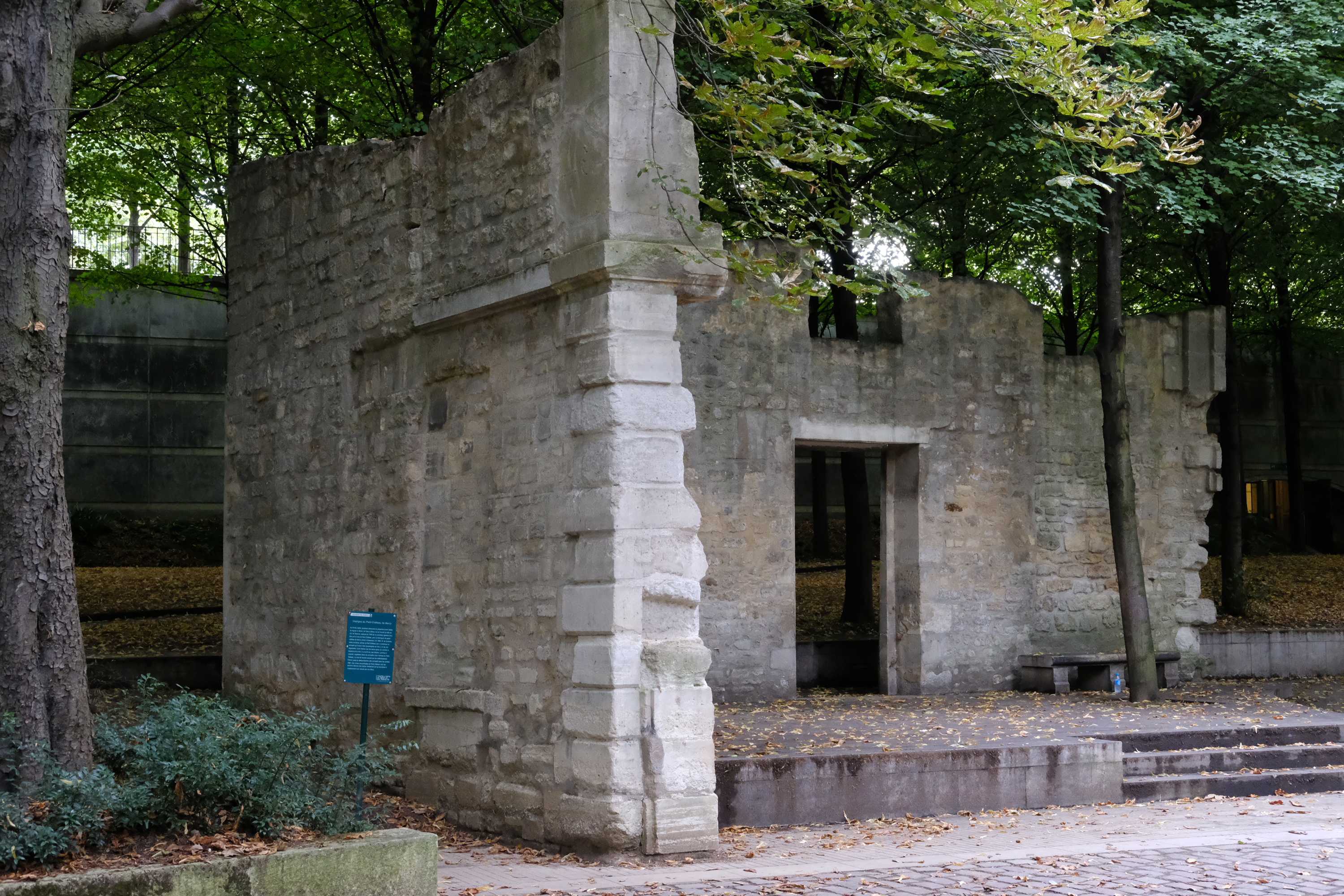
Vestiges 2